# Полосатохвостая шипоклювка
Полосатохвостая шипоклювка (лат. Acanthiza murina) — вид воробьинообразных птиц из семейства шипоклювковых (Acanthizidae). В отличие от всех представителей своего рода, эта птица обитает на островах в Западной Новой Гвинеи (Индонезия) и Папуа-Новой Гвинее. Встречается в горных местностях.